# Huglfing
Huglfing település Németországban, azon belül Bajorországban. Lakosainak száma 2914 fő (2023. december 31.). Huglfing Polling és Oberhausen (bei Peißenberg) községekkel határos.

## Népesség
A település népessége az elmúlt években az alábbi módon változott:
| Lakosok száma | 650  | 1442 | 1605 | 1864 | 2613 | 2704 | 2745 | 2791 | 2930 | 2914 |
|               | 1875 | 1950 | 1975 | 1987 | 2012 | 2014 | 2016 | 2017 | 2021 | 2023 |